# Beó
A beó (Gracula religiosa) a madarak osztályának verébalakúak (Passeriformes) rendjébe és a seregélyfélék (Sturnidae) családjába tartozó faj.

## Rendszerezése
A fajt Carl von Linné svéd természettudós írta le 1758-ban.

## Alfajai
- Gracula religiosa andamanensis (Beavan, 1867)
- Gracula religiosa batuensis Finsch, 1899
- Gracula religiosa intermedia Hay, 1845
- Gracula religiosa palawanensis (Sharpe, 1890)
- Gracula religiosa peninsularis Whistler & Kinnear, 1933
- Gracula religiosa religiosa Linnaeus, 1758
- Gracula religiosa venerata Bonaparte, 1850[2]

## Előfordulása
A beó elterjedési területe Délnyugat-India, Kelet-India, a Himalája vidéke, Mianmar, Thaiföld, Laosz, Kambodzsa, Vietnám, Malajzia, Szumátra, Borneó, Jáva, a Kis-Szunda-szigetek és Palawan szigete, mely a Fülöp-szigetekhez tartozik.
A Srí Lanka szigetén élő madarakat, többnyire önálló fajnak fogadják el ceyloni beó (Gracula ptilogenys) néven. A Délnyugat-Indiában fekvő Nilgiri-hegységben élő alfaját is önálló fajnak tartja a legtöbb szerző, ez a nilgiri beó (Gracula indica).
Eredeti elterjedési területén kívül betelepítették az Amerikai Egyesült Államok déli területeire, főként Floridába, valamint a Hawaii-szigetekre is. Sikertelenül próbálták meghonosítani Hongkongban, a Karácsony-szigeten, Szent-Ilonán és a Brit Indiai-óceáni Területen. 
Természetes élőhelyei a szubtrópusi vagy trópusi mangroveerdők, síkvidéki és hegyi esőerdők,  valamint ültetvények. Állandó, nem vonuló faj.

## Megjelenése
Testhossza 30 centiméter, testtömege 161-229 gramm. Tollazata fekete. Fő jellegzetessége a feje két oldalán látható sárga színű csupasz bőrfüggelék. Csőre sárga.
|  |

## Életmódja
Elsősorban gyümölcsevő, de kisebb állatokat (például ízeltlábúakat vagy gyíkokat) is elkap. A beók a madárvilág egyik legjobb hangutánzói, sokféle, szinte fülsértő hangjelzéssel hívják fel magukra a figyelmet. Kisállat-kereskedésekben kapható, kedvelt díszmadár. Akár tizenöt évig is elélhet.

## Szaporodása
Monogámok, mindkét szülő aktív szerepet vállal mind a tojások kiköltésében, mind a fiókák felnevelésében. A tojó két-három tojást rak, melyek 14 nap után kelnek ki. A fiókák 21-23 nap múlva már elhagyják a fészket. A fiatalok egy hónapos korukban repülnek ki, amelyet hamarosan a szülők újabb tojásrakása követ. A párzási időszakon kívül összegyűlhetnek nagyobb csapatokban is, de alapvetően erős területvédő magatartás jellemző a párokra.
|  |

## Természetvédelmi helyzete
Az elterjedési területe rendkívül nagy, egyedszáma ugyan csökken, de még nem éri el a kritikus szintet. A Természetvédelmi Világszövetség Vörös listáján nem fenyegetett fajként szerepel.